# Uvaria ambongensis
Uvaria ambongensis este o specie de plante angiosperme din genul Uvaria, familia Annonaceae. A fost descrisă pentru prima dată de Henri Ernest Baillon, și a primit numele actual de la Friedrich Ludwig Diels. Conține o singură subspecie: U. a. sciocarpa.